# Entodontopsis rhynchostegioides
Entodontopsis rhynchostegioides là một loài Rêu trong họ Stereophyllaceae. Loài này được (Broth. & Paris) W.R. Buck & Ireland mô tả khoa học đầu tiên năm 1985.